# Fábio Carvalho
Fábio Leandro Freitas Gouveia Carvalho, dit Fábio Carvalho, né le 30 août 2002 à Torres Vedras, au Portugal, est un footballeur portugais qui évolue au poste de milieu offensif au Brentford FC.

## En club

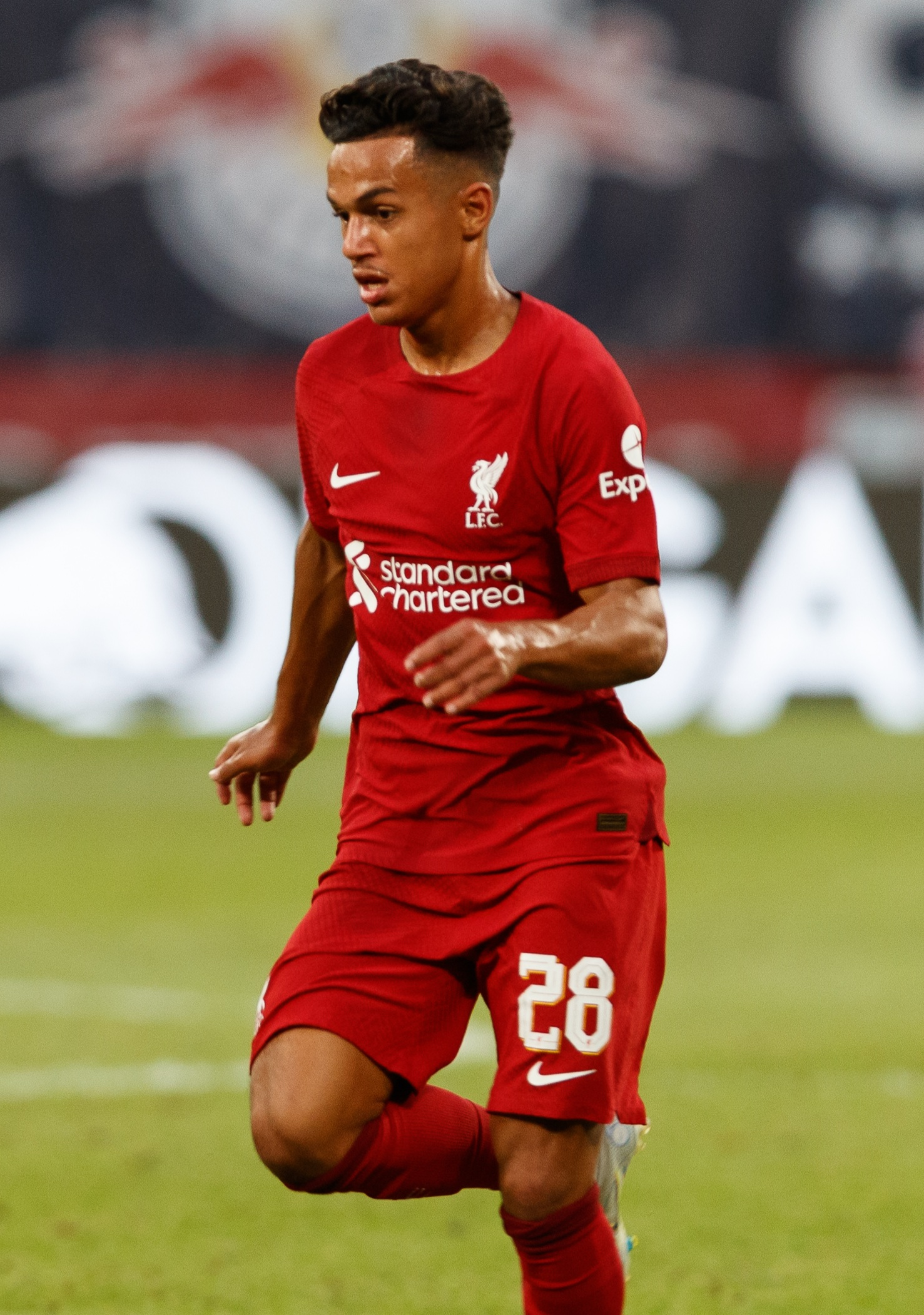
Fábio Carvalho sous les couleurs des Reds de Liverpool, quelques semaines après les avoir rejoins, en juillet 2022.

### Jeunesse et formation (2013-2020)
En 2013, Fábio Carvalho arrive et est formé par le Benfica Lisbonne avant de rejoindre l'Angleterre au Balham F.C. (en) puis à Fulham FC.

### Passage chez les professionnels à Fulham (2020-2022)
Le 22 mai 2020, il signe son premier contrat professionnel avec ce club .
Le 23 septembre 2020, il joue son premier match en professionnel à l'occasion d'une rencontre de coupe de la Ligue anglaise face à Sheffield Wednesday où il entre en jeu à la place de Anthony Knockaert lors de cette rencontre remportée par son équipe sur le score de deux buts à zéro,.
Le 15 mai 2021, Fábio Carvalho inscrit son premier but en professionnel lors d'un match de championnat face au Southampton FC mais son équipe s'incline toutefois (défaite 1-3),, et club est relégué à l'issue de la saison.
C'est donc en Championship que Fábio Carvalho poursuit sa progression avec Fulham: nommé meilleur jeune joueur au mois d'août 2021, le jeune portugais devient un élément majeur de son équipe sous les ordres de son compatriote Marco Silva et contribue à la remontée du club en première division, un an après avoir été relégué, Fulham étant même sacré champion de deuxième division.
Le club annonce, en mai 2022, son départ, il part rejoindre le Liverpool FC.

### Transfert à Liverpool (2022-2024)
Le 23 mai 2022, le transfert de Fábio Carvalho au Liverpool FC et annoncé et il rejoint officiellement le club au 1er juillet 2022.
Le 27 aout 2022, il marque son premier but avec Liverpool à Anfield face à Bournemouth, les Reds s’imposent avec une victoire écrasante (9-0).
Lors de sa première saison à Liverpool, Fábio Carvalho dispute 21 rencontres et inscrit 3 buts.
En août 2024, le club annonce son départ, il part rejoindre un autre club de Premier League.

#### Prêt au RB Leipzig (2023)
Le 30 juin 2023, il est officiellement prêté au RB Leipzig pour une saison sans option d'achat,.
Carvalho joue son premier match pour Leipzig le 12 août 2023, lors de la Supercoupe d'Allemagne. Il entre en jeu à la place de Dani Olmo et remporte le trophée, son équipe sortant vainqueur de cette confrontation (0-3 score final),.

#### Prêt à Hull City AFC (2024)
Le 10 janvier 2024, il est prêté sans option d'achat,, jusqu'à la fin de la saison à Hull City AFC.

### Lancaster FC (depuis 2024)
Il rejoint officiellement en août 2024 le lancaster FC, il a signé un contrat de cinq ans avec encore une année supplémentaire en option

### En sélection

#### Avec les jeunes en Angleterre (2016-2019)
Ayant la double nationalité portugaise et britannique, Fábio Carvalho représente tout d'abord l'Angleterre avec les équipes de jeunes.
Avec les moins de 16 ans, il inscrit deux buts lors d'une double confrontation contre le Brésil.
De 2018 à 2019, il est sélectionné avec les moins de 17 ans, pour un total de huit matchs joués. Il porte le brassard de capitaine à deux reprises.

#### Avec les espoirs portugais (depuis 2022)
Le 25 mars 2022, Fábio Carvalho joue son premier match avec l'équipe du Portugal espoirs contre l'Islande où il est titularisé et les deux équipes se neutralisent.
Quatre jours plus tard, il se met en évidence en marquant un but et en délivrant une passe décisive contre la Grèce (victoire 0-4). Ces deux rencontres rentrent dans le cadre des éliminatoires de l'euro espoirs 2023.

## Palmarès

### En club
Sous le maillot de Fulham FC, Fábio Carvalho est champion d'Angleterre de deuxième division en 2022. Avec Liverpool FC, il est lauréat du Community Shield en 2022.
Avec le RB Leipzig, Fábio Carvalho remporte la Supercoupe d'Allemagne en 2023.

## Distinctions individuelles
- - Membre de l’équipe type de la Championship 2021-2022.

## Statistiques

### Statistiques en club
| Saison                | Club                  | Championnat           | Championnat | Championnat | Championnat | Coupe nationale | Coupe nationale | Coupe nationale | Coupe de la Ligue | Coupe de la Ligue | Coupe de la Ligue | Supercoupe | Supercoupe | Supercoupe | Compétition(s) continentale(s) | Compétition(s) continentale(s) | Compétition(s) continentale(s) | Compétition(s) continentale(s) | Total | Total | Total |
| Saison                | Club                  | Division              | M.          | B.          | P.d.        | M.              | B.              | P.d.            | M.                | B.                | P.d.              | M.         | B.         | P.d.       | Comp.                          | M.                             | B.                             | P.d.                           | M.    | B.    | P.d.  |
| 2020-2021             | Fulham FC             | Premier League        | 4           | 1           | 0           | 1               | 0               | 0               | 1                 | 0                 | 0                 | -          | -          | -          | -                              | -                              | -                              | -                              | 6     | 1     | 0     |
| 2021-2022             | Fulham FC             | Championship          | 36          | 10          | 8           | 2               | 1               | 0               | -                 | -                 | -                 | -          | -          | -          | -                              | -                              | -                              | -                              | 38    | 11    | 8     |
| Sous-total            | Sous-total            | Sous-total            | 40          | 11          | 8           | 3               | 1               | 0               | 1                 | 0                 | 0                 | -          | -          | -          | -                              | 0                              | 0                              | 0                              | 44    | 12    | 8     |
| 2022-2023             | Liverpool FC          | Premier League        | 13          | 2           | 0           | 1               | 0               | 0               | 2                 | 1                 | 0                 | 1          | 0          | 0          | C1                             | 4                              | 0                              | 0                              | 21    | 3     | 0     |
| Sous-total            | Sous-total            | Sous-total            | 13          | 2           | 0           | 1               | 0               | 0               | 2                 | 1                 | 0                 | 1          | 0          | 0          | -                              | 4                              | 0                              | 0                              | 21    | 3     | 0     |
| 2023-2024             | RB Leipzig (prêt)     | Bundesliga            | 9           | 0           | 0           | 2               | 0               | 0               | 0                 | 0                 | 0                 | 1          | 0          | 0          | C1                             | 3                              | 0                              | 0                              | 15    | 0     | 0     |
| Sous-total            | Sous-total            | Sous-total            | 9           | 0           | 0           | 2               | 0               | 0               | 0                 | 0                 | 0                 | 1          | 0          | 0          | -                              | 3                              | 0                              | 0                              | 15    | 0     | 0     |
| 2023-2024             | Hull City (prêt)      | Championship          | 20          | 9           | 2           | -               | -               | -               | -                 | -                 | -                 | -          | -          | -          | -                              | -                              | -                              | -                              | 20    | 9     | 2     |
| Sous-total            | Sous-total            | Sous-total            | 20          | 9           | 2           | 0               | 0               | 0               | 0                 | 0                 | 0                 | 0          | 0          | 0          | -                              | 0                              | 0                              | 0                              | 20    | 9     | 2     |
| 2024-2025             | Brentford             | Premier League        | 8           | 1           | 1           | -               | -               | -               | 2                 | 1                 | 2                 | -          | -          | -          | -                              | -                              | -                              | -                              | 10    | 2     | 3     |
| Sous-total            | Sous-total            | Sous-total            | 8           | 1           | 1           | 0               | 0               | 0               | 2                 | 1                 | 2                 | 0          | 0          | 0          | -                              | 0                              | 0                              | 0                              | 10    | 2     | 3     |
| Total sur la carrière | Total sur la carrière | Total sur la carrière | 90          | 22          | 11          | 6               | 1               | 0               | 5                 | 2                 | 2                 | 2          | 0          | 0          | -                              | 7                              | 0                              | 0                              | 110   | 25    | 13    |